# Entomophthora planchoniana
Entomophthora planchoniana är en svampart som beskrevs av Cornu 1873. Entomophthora planchoniana ingår i släktet Entomophthora och familjen Entomophthoraceae.   Inga underarter finns listade i Catalogue of Life.